# ألفرد جيرارد
ألفرد جيرارد هو محامي وسياسي كندي، ولد في 4 أغسطس 1859 في ماريفيل في كندا، وتوفي في 17 فبراير 1919 في مونتريال في كندا. حزبياً، نشط في حزب كيبيك الليبرالي. وقد انتخب عضو الجمعية الوطنية في كيبك ‏.